# Глен-Рідж (Нью-Джерсі)
Глен-Ридж (англ. Glen Ridge) — місто (англ. borough) в США, в окрузі Ессекс штату Нью-Джерсі. Населення — 7802 особи (2020).

## Географія
Глен-Ридж розташований за координатами 40°48′17″ пн. ш. 74°12′16″ зх. д. / 40.80472° пн. ш. 74.20444° зх. д. (40.804798, -74.204569).  За даними Бюро перепису населення США в 2010 році місто мало площу 3,33 км², з яких 3,32 км² — суходіл та 0,01 км² — водойми.

## Демографія
Згідно з переписом 2010 року, у селищі мешкало 7527 осіб у 2476 домогосподарствах у складі 2032 родин. Було 2541 помешкання
Расовий склад населення:
| - 86,2 % — білих - 5,0 % — чорних або афроамериканців - 4,6 % — азіатів - 1,4 % — осіб інших рас |

До двох чи більше рас належало 2,7 %. Частка іспаномовних становила 5,0 % від усіх жителів.
За віковим діапазоном населення розподілялося таким чином: 32,2 % — особи молодші 18 років, 58,3 % — особи у віці 18—64 років, 9,5 % — особи у віці 65 років та старші. Медіана віку мешканця становила 40,2 року. На 100 осіб жіночої статі у селищі припадало 95,6 чоловіків;  на 100 жінок у віці від 18 років та старших — 89,0 чоловіків також старших 18 років.
Середній дохід на одне домашнє господарство  становив 227 198 доларів США (медіана — 170 433), а середній дохід на одну сім'ю — 257 585 доларів (медіана — 200 703). Медіана доходів становила 131 857 доларів для чоловіків та 83 100 доларів для жінок. За межею бідності перебувало 1,1 % осіб, у тому числі 0,0 % дітей у віці до 18 років та 0,3 % осіб у віці 65 років та старших.
Цивільне працевлаштоване населення становило 3598 осіб. Основні галузі зайнятості: фінанси, страхування та нерухомість — 21,2 %, освіта, охорона здоров'я та соціальна допомога — 19,7 %, науковці, спеціалісти, менеджери — 16,6 %.